# Ileopeltus blockeri
Ileopeltus blockeri är en insektsart som beskrevs av Paul S. Cwikla 1988. Ileopeltus blockeri ingår i släktet Ileopeltus och familjen dvärgstritar. Inga underarter finns listade i Catalogue of Life.